# Nyctiophylax affinis
Nyctiophylax affinis är en nattsländeart som först beskrevs av Banks 1897.  Nyctiophylax affinis ingår i släktet Nyctiophylax och familjen fångstnätnattsländor. Inga underarter finns listade i Catalogue of Life.